# 17 juillet dans les chemins de fer
17 juin 17 août
Chronologies thématiques
- Croisades
- Sports
- Disney

Cette page concerne les événements qui se sont déroulés un 17 juillet dans les chemins de fer.

## Événements

### XIXesiècle
- 1858. En France: ouverture de la section Caen - Cherbourg de la ligne Mantes-la-Jolie - Cherbourg (Compagnie de l'Ouest).
- 1879. En France: entrée en vigueur du plan Freycinet qui prévoit la construction de nombreuses lignes de chemin de fer d'intérêt local, de façon à donner accès au chemin de fer à tous les Français.

### XXesiècle
- 1940. En Irak : la dernière section de la ligne Istanbul-Bagdad, dont la construction avait provoqué des tensions internationales et avait été une des causes de la Première Guerre mondiale, est ouverte.